# Raionul Rozdilna (1930-2020)
Raionul Rozdilna (în ucraineană Роздільнянський район) era unul din cele 26 raioane administrative din regiunea Odesa din Ucraina, cu reședința în orașul Rozdilna. A fost înființat pe 1930 fiind atunci inclus în componența RSS Ucrainene. Începând din anul 1991, acest raion făcea parte din Ucraina independentă.

## Geografie
Raionul se învecineazǎ cu Republica Moldova în vest, raionul Velîka Mîhailivka în nord, cu raioanele Ivanivka și Lîmanskîi în est și cu raionul Biliaivka în sud. Este situat în câmpia Nistrului Inferior (altitudinile maxime variază între 40 – 100 m), din care cauză relieful raionului este unul nivelat, prielnic pentru agricultură. Distanța până la centrul regionional, Odesa este de 70 km.
Clima temperat-continentalǎ este specifică raionului cu o temperatură medie a lunii ianuarie de -3.5 °C, a lunii iulie +20.3 °C, temperatura medie anualǎ +9.4 °C.

## Demografie
Componența lingvistică a raionului Razdelna
     Ucraineană (68,06%)
     Rusă (28,42%)
     Română (2,54%)
     Alte limbi (0,48%)
Conform recensământului din 2001, majoritatea populației raionului Razdelna era vorbitoare de ucraineană (68,06%), existând în minoritate și vorbitori de rusă (28,42%) și română (2,54%).
La 1 octombrie 2011 populația raionului era de 57,611 persoane. Populația urbană constituie 24,996 persoane (43.9%), cea rurală 31,901 persoane (56.1%). În total există 86 de așezări.
Potrivit recensământului ucrainean din 2001, populația raionului era de 56,897 locuitori. Structura etnică:
| Grup etnic            | Populație | % Procentaj |
| --------------------- | --------- | ----------- |
| Ucraineni             | 44,100    | 77.6%       |
| Ruși                  | 7,800     | 13.7%       |
| Moldoveni (declarați) | 2,900     | 5.2%        |
| Bulgari               | 500       | 0.9%        |
| Belaruși              | 400       | 0.7%        |
| Germani               | 220       | 0.4%        |
| Armeni                | 200       | 0.3%        |
| Găgăuzi               | 100       | 0.2%        |